# Producto tensorial topológico
En matemáticas, normalmente hay muchas formas diferentes de construir un producto tensorial topológico de dos espacios vectoriales topológicos. Para espacios de Hilbert o espacios nucleares existe una teoría sencilla con buen comportamiento del producto tensorial (véase producto tensorial de espacios de Hilbert), pero para espacios de Banach o espacios vectoriales topológicos convexos generales la teoría es notoriamente sutil.

## Motivación
Una de las motivaciones originales de los productos tensoriales topológicos {\displaystyle {\hat {\otimes }}} es el hecho de que los productos tensoriales de los espacios de funciones suaves de valores reales en {\displaystyle \mathbb {R} ^{n}} no se comportan como se esperaba. Existe una inyección
{\displaystyle C^{\infty }(\mathbb {R} ^{n})\otimes C^{\infty }(\mathbb {R} ^{m})\hookrightarrow C^{\infty }(\mathbb {R} ^{n+m})}
pero este no es un isomorfismo. Por ejemplo, la función {\displaystyle f(x,y)=e^{xy}} no se puede expresar como una combinación lineal finita de funciones suaves en
{\displaystyle C^{\infty }(\mathbb {R} _{x})\otimes C^{\infty }(\mathbb {R} _{y}).}
Solo se obtiene un isomorfismo después de construir el producto tensorial topológico; es decir,
{\displaystyle C^{\infty }(\mathbb {R} ^{n})\mathop {\hat {\otimes }} C^{\infty }(\mathbb {R} ^{m})\cong C^{\infty }(\mathbb {R} ^{n+m}).}
Este artículo detalla primero la construcción en el caso de los espacios de Banach. El espacio {\displaystyle C^{\infty }(\mathbb {R} ^{n})} no es un espacio de Banach, y al final se analizan más casos.

## Productos tensoriales de espacios de Hilbert
El producto tensorial algebraico de dos espacios de Hilbert A y B tiene una forma sesquilineal (producto escalar) definido positivo natural inducido por las formas sesquilineales de A y B. Entonces, en particular, posee una forma cuadrática definida positiva natural, y la completación correspondiente es un espacio de Hilbert A ⊗ B, llamado producto tensorial (espacio de Hilbert) de A y B.
Si los vectores ai y bj son bases ortonormales de A y de B, entonces los vectores ai⊗bj forman una base ortonormal de A ⊗ B.

## Normas cruzadas y productos tensoriales de espacios de Banach
Se usará la notación de (Ryan, 2002) en esta sección. La forma obvia de definir el producto tensorial de dos espacios de Banach {\displaystyle A} y {\displaystyle B} es emplear el método de los espacios de Hilbert: definir una norma en el producto tensorial algebraico y luego completar el espacio con esta norma. El problema es que existe más de una forma natural de definir una norma sobre el producto tensorial.
Si {\displaystyle A} y {\displaystyle B} son espacios de Banach, el producto tensorial algebraico de {\displaystyle A} y {\displaystyle B} significa el producto tensorial de {\displaystyle A} y {\displaystyle B} como espacios vectoriales y se denota por {\displaystyle A\otimes B.}. El producto tensorial algebraico {\displaystyle A\otimes B} consta de todas las sumas finitas
{\displaystyle x=\sum _{i=1}^{n}a_{i}\otimes b_{i},}
donde {\displaystyle n} es un número natural que depende de {\displaystyle x} y {\displaystyle a_{i}\in A} y {\displaystyle b_{i}\in B} para
{\displaystyle i=1,\ldots ,n.}
Cuando {\displaystyle A} y {\displaystyle B} son espacios de Banach, una norma cruzada (o {\displaystyle p}) en el producto tensorial algebraico {\displaystyle A\otimes B} es una norma que satisface las condiciones
{\displaystyle p(a\otimes b)=\|a\|\|b\|,}
{\displaystyle p'(a'\otimes b')=\|a'\|\|b'\|.}
Aquí {\displaystyle a^{\prime }} y {\displaystyle b^{\prime }} son elementos de espacios duales topológicos de {\displaystyle A} y {\displaystyle B,} respectivamente, y {\displaystyle p^{\prime }} es normal dual de {\displaystyle p.} El término norma cruzada razonable también se utiliza para la definición anterior.
Existe una norma cruzada {\displaystyle \pi } llamada norma cruzada proyectiva, dada por
{\displaystyle \pi (x)=\inf \left\{\sum _{i=1}^{n}\|a_{i}\|\|b_{i}\|:x=\sum _{i=1}^{n}a_{i}\otimes b_{i}\right\},}
donde {\displaystyle x\in A\otimes B.}
Resulta que la norma cruzada proyectiva concuerda con la norma cruzada más grande ((Ryan, 2002), proposición 2.1).
Existe una norma cruzada {\displaystyle \varepsilon } llamada norma cruzada inyectiva, dada por
{\displaystyle \varepsilon (x)=\sup \left\{\left|(a'\otimes b')(x)\right|:a'\in A',b'\in B',\|a'\|=\|b'\|=1\right\}}
donde {\displaystyle x\in A\otimes B.} Aquí {\displaystyle A^{\prime }} y {\displaystyle B^{\prime }} denotan los duales topológicos de {\displaystyle A} y {\displaystyle B,} respectivamente.
Téngase en cuenta que la norma cruzada inyectiva es solo en algún sentido razonable la "más pequeña".
Las terminaciones del producto tensorial algebraico en estas dos normas se denominan productos tensoriales proyectivos e inyectivos y se denotan por {\displaystyle A\operatorname {\hat {\otimes }} _{\pi }B} y {\displaystyle A\operatorname {\hat {\otimes }} _{\varepsilon }B.}
Cuando {\displaystyle A} y {\displaystyle B} son espacios de Hilbert, la norma utilizada para su producto tensorial en espacios de Hilbert no es igual a ninguna de estas normas en general. Algunos autores lo denotan como {\displaystyle \sigma ,} por lo que el producto del tensor espacial de Hilbert en la sección anterior sería {\displaystyle A\operatorname {\hat {\otimes }} _{\sigma }B.}
Una norma cruzada uniforme {\displaystyle \alpha } es una asignación a cada par {\displaystyle (X,Y)} de espacios de Banach de una norma cruzada razonable en {\displaystyle X\otimes Y}, de modo que si {\displaystyle X,W,Y,Z} son espacios de Banach arbitrarios, entonces para todos los operadores (lineales continuos) {\displaystyle S:X\to W} y {\displaystyle T:Y\to Z} el operador {\displaystyle S\otimes T:X\otimes _{\alpha }Y\to W\otimes _{\alpha }Z} es continuo y {\displaystyle \|S\otimes T\|\leq \|S\|\|T\|.} Si {\displaystyle A} y {\displaystyle B} son dos espacios de Banach y {\displaystyle \alpha } es una norma cruzada uniforme, entonces {\displaystyle \alpha } define una norma cruzada razonable en el producto tensorial algebraico {\displaystyle A\otimes B.} El espacio lineal normado obtenido al equipar a {\displaystyle A\otimes B} con esa norma se denota por {\displaystyle A\otimes _{\alpha }B.} La terminación de {\displaystyle A\otimes _{\alpha }B,} es un espacio de Banach, se denota por {\displaystyle A\operatorname {\hat {\otimes }} _{\alpha }B.} El valor de la norma dada por {\displaystyle \alpha } en {\displaystyle A\otimes B} y en el producto tensor completo {\displaystyle A\operatorname {\hat {\otimes }} _{\alpha }B} para un elemento {\displaystyle x} en {\displaystyle A\operatorname {\hat {\otimes }} _{\alpha }B} (o {\displaystyle A\otimes _{\alpha }B}) se denota por {\displaystyle \alpha _{A,B}(x){\text{or }}\alpha (x).}
Se dice que una norma cruzada uniforme {\displaystyle \alpha } es finitamente generada si, para cada par {\displaystyle (X,Y)} de espacios de Banach y cada {\displaystyle u\in X\otimes Y,}
{\displaystyle \alpha (u;X\otimes Y)=\inf\{\alpha (u;M\otimes N):\dim M,\dim N<\infty \}.}
Una norma cruzada uniforme {\displaystyle \alpha } es cofinitamente generada si, para cada par {\displaystyle (X,Y)} de espacios de Banach y cada {\displaystyle u\in X\otimes Y,}
{\displaystyle \alpha (u)=\sup\{\alpha ((Q_{E}\otimes Q_{F})u;(X/E)\otimes (Y/F)):\dim X/E,\dim Y/F<\infty \}.}
Una norma tensorial se define como una norma cruzada uniforme generada de forma finita. La norma cruzada proyectiva {\displaystyle \pi } y la norma cruzada inyectiva {\displaystyle \varepsilon } definidas anteriormente son normas tensoriales y se denominan norma tensorial proyectiva y norma tensorial inyectiva, respectivamente.
Si {\displaystyle A} y {\displaystyle B} son espacios de Banach arbitrarios y {\displaystyle \alpha } es una norma cruzada uniforme arbitraria, entonces
{\displaystyle \varepsilon _{A,B}(x)\leq \alpha _{A,B}(x)\leq \pi _{A,B}(x).}

## Productos tensoriales de espacios vectoriales topológicos localmente convexos
Las topologías de los espacios vectoriales topológicos localmente convexos {\displaystyle A} y {\displaystyle B} están dadas por familias de seminormas. Para cada elección de seminorma en {\displaystyle A} y en {\displaystyle B} se puede definir la correspondiente familia de normas cruzadas en el tensor algebraico producto {\displaystyle A\otimes B,} y al elegir una norma cruzada de cada familia se obtienen algunas normas cruzadas en {\displaystyle A\otimes B,} que definen una topología. En general, hay una enorme cantidad de formas de hacer esto. Las dos formas más importantes son tomar todas las normas cruzadas proyectivas o todas las normas cruzadas inyectivas. Las completaciones de las topologías resultantes en {\displaystyle A\otimes B} se denominan productos tensoriales proyectivos e inyectivos, y se denotan por {\displaystyle A\otimes _{\gamma }B} y {\displaystyle A\otimes _{\lambda }B.} Existe una aplicación natural de {\displaystyle A\otimes _{\gamma }B} a {\displaystyle A\otimes _{\lambda }B.}
Si {\displaystyle A} o {\displaystyle B} es un espacio nuclear, entonces la aplicación natural de {\displaystyle A\otimes _{\gamma }B} a {\displaystyle A\otimes _{\lambda }B} es un isomorfismo. En términos generales, esto significa que si {\displaystyle A} o {\displaystyle B} es nuclear, entonces solo hay un producto tensorial sensible de {\displaystyle A} y {\displaystyle B}.
Esta propiedad caracteriza a los espacios nucleares.